# Grigori Blagosvetlov
 Grigori Blagosvetlov ou Grigori Evlampievitch Blagosvetlov (en russe : Григо́рий Евла́мпиевич Благосве́тлов) (13 août 1824, Stavropol — 19 novembre 1880, Saint-Pétersbourg) est un journaliste russe, publiciste, auteur de critiques littéraires, rédacteur des revues « Rousskoe slovo » et « Delo » (L'affaire).

## Biographie
C'est le fils d'un aumônier. Il étudie à Kamychine, puis dans les écoles religieuses de Saratov et au séminaire de cette même ville (1840—1844). Il entreprend ensuite des études de médecin-chirurgien à Saint-Pétersbourg, mais après sept mois il passe à la faculté de droit de l'Université d'État de Saint-Pétersbourg où il termine son cursus en 1851. 
Il débute dans la presse avec des articles intitulés « Karamazine comme traducteur et amateur de Shakespeare » (« Revue du Nord», 1849, № 2).
Il enseigne la littérature russe au Corps des Pages, puis à l'Institut Pavlovski. En 1849 sur base d'une dénonciation de sa proximité avec le Cercle de Petrachevski il est suspendu de ses fonctions d'enseignant. De 1857—1860 il vit en Europe occidentale. Il prend part aux publications d'Alexandre Herzen. Lorsqu'il vit à Londres il est étudiant de la fille d'Herzen.
À partir de 1860, il est rédacteur, puis éditeur de la revue « Rousskoe slovo ». En 1862 cette revue ainsi que celle intitulée « Sovremennik » (Contemporain) cessent leurs parutions.
Grigori Blagosvletov reprend les activités en bénéficiant gratuitement des droits d'auteurs anciens de ces revues. Cela lui permet d'attirer vers elle des collaborateurs éminents : Dmitri Pissarev, Varfolomeï Zaïtsev, Nikolaï Chelgounov. Après la fermeture définitive de « Rousskoe slovo » il commence à s'occuper de la revue dirigée de 1866 à 1879 par P. I. Choulgin « Delo », et y sera actif jusqu'à sa mort.
Il meurt le 19 novembre 1880 à Saint-Pétersbourg. Il est inhumé à la passerelle des écrivains du Cimetière Volkovo de Saint-Pétersbourg.